# Deutsche Kriegsgräberstätte Saldus

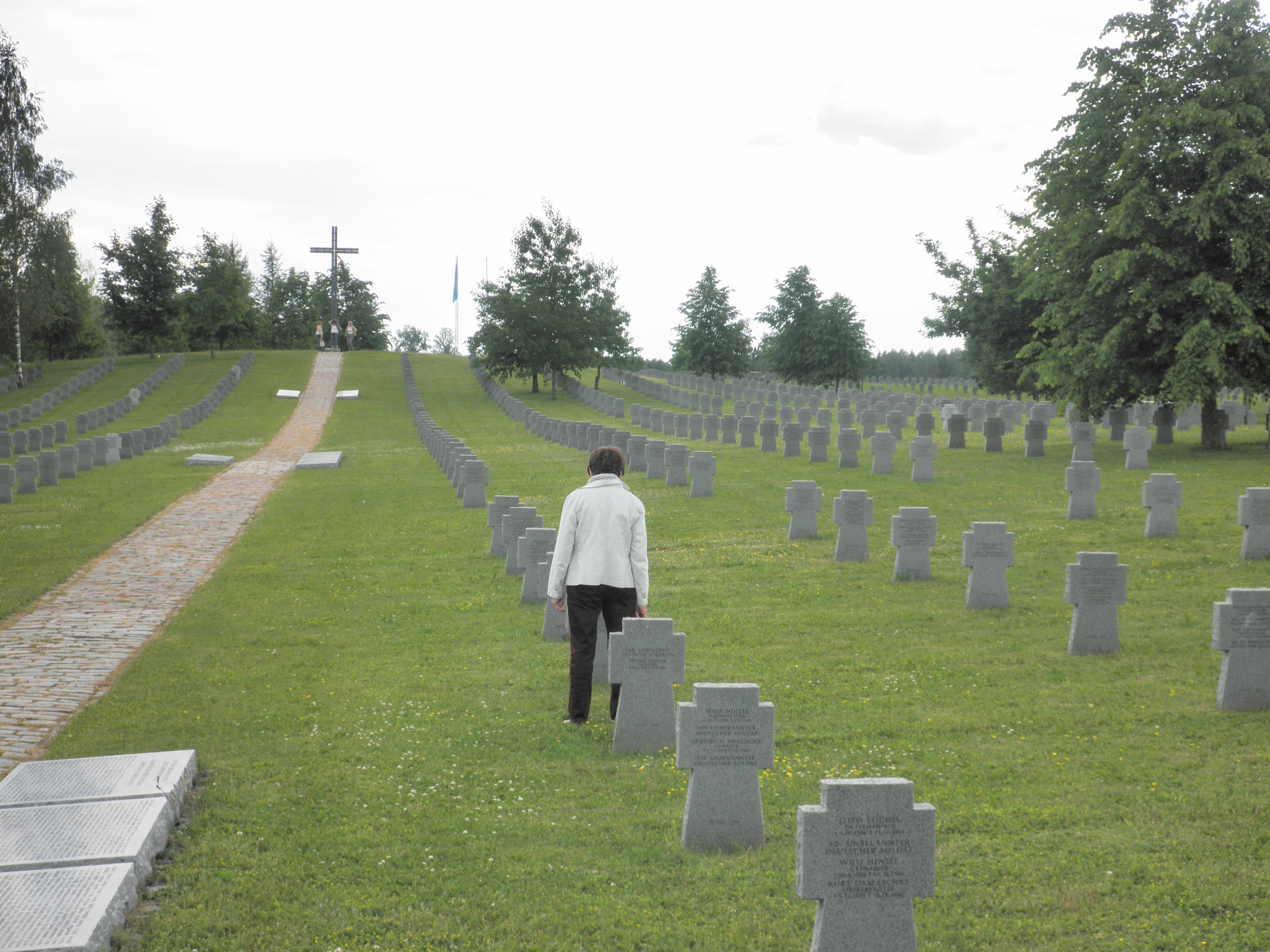
Deutsche Kriegsgräberstätte Saldus

Die Deutsche Kriegsgräberstätte Saldus (Frauenburg) liegt etwa fünf Kilometer südlich von Saldus (früher Frauenburg) im südwestlichen Teil von Lettland auf dem Territorium der Gemeinde Novadnieku. Hier wurden 22.900 lettische und deutsche Kriegstote (Stand 2021) bestattet. Die Kriegsgräberstätte ist ein Sammelfriedhof für die im westlichen Teil Lettlands auf deutscher Seite Gefallenen und die verstorbenen Kriegsgefangenen.

## Lage
Der Friedhof liegt von Saldus aus südlich Richtung Ezere an der P105 in der Nähe des Dorffriedhofs Novadnieku.

## Die Toten
Der Kurland-Kessel entstand Oktober 1944, als die Rote Armee bei Memel (Klaipeda) die Ostsee erreichte und den deutschen, lettischen Divisionen und Tausenden Flüchtlingen den Rückzug abschnitt. Die Verstorbenen wurden nahe der Frontlinie und in der Nähe der Lazarette beigesetzt und ab 1993 auf den Sammelfriedhof überführt.

## Der Friedhof

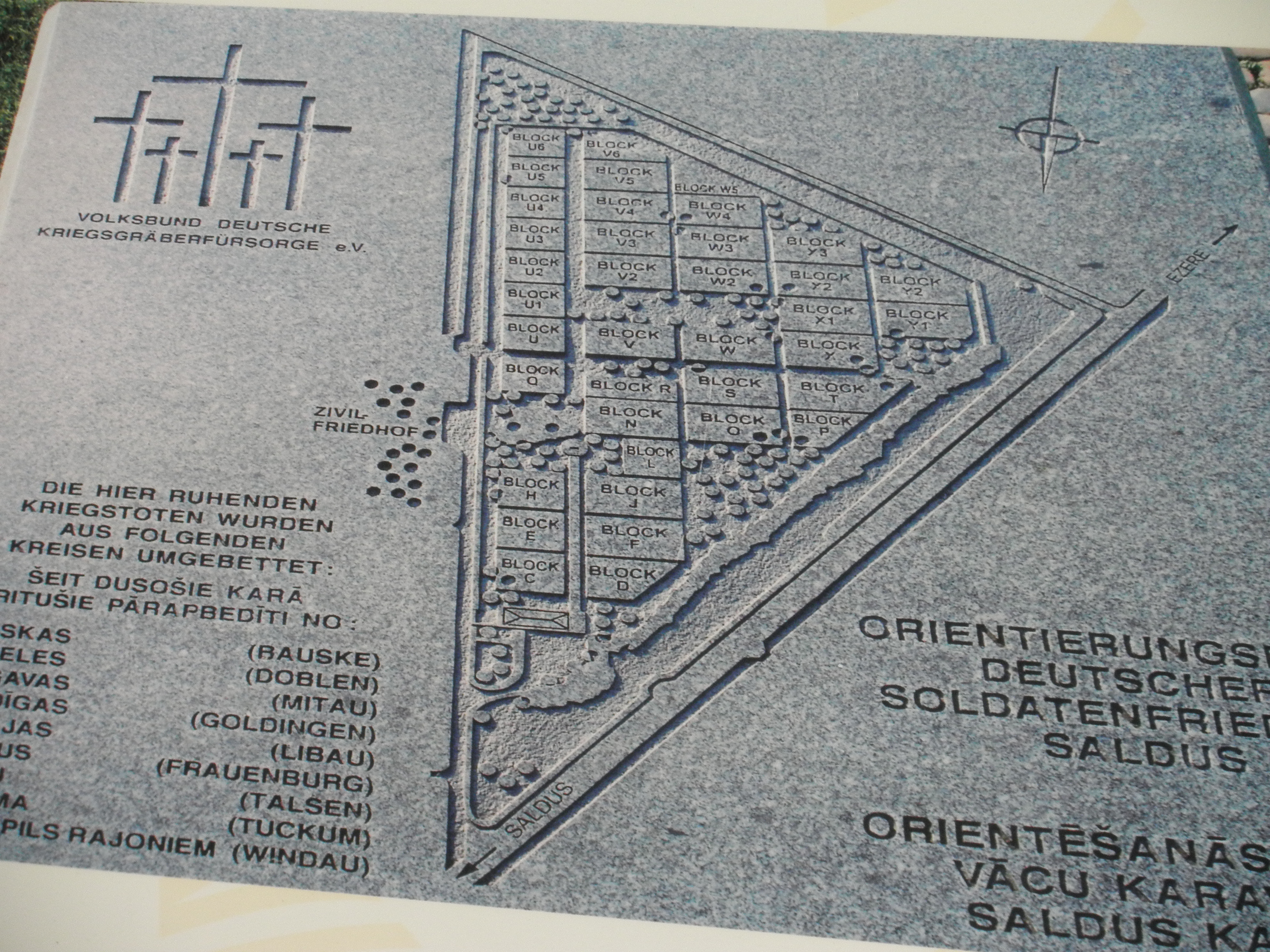
Friedhofsplan der Deutschen Kriegsgräberstätte in Saldus (Frauenburg) in Lettland

Der ehemalige Soldatenfriedhof in Saldus war durch Bebauung teilweise zerstört worden und musste aufgelöst werden. Der neue Sammelfriedhof wurde am 4. September 1999 eingeweiht. Er umfasst mehr als 6 Hektar und hat ein Eingangsgebäude, dass mit einer kleinen Ausstellung an die Gefallenen der Kurlandschlachten erinnert. Auf Vorder- und Rückseite der steinernen Grabkreuze sind jeweils vier Namen von Toten verzeichnet. Weiter sind auf Pultsteinen die Namen der nicht zuordenbaren Toten aufgeführt. Ein befestigter Weg führt vom Eingangsgebäude zum 7,50 Meter hohen Metallkreuz am höchsten Punkt der Anlage.